# Chlorochlamys rectilinea
Chlorochlamys rectilinea là một loài bướm đêm trong họ Geometridae.